# Phillip Evans
Ne pas confondre avec Philip Evans.
Phillip Matthew Evans (né le 10 septembre 1992 à Carlsbad, Californie, États-Unis) est un joueur de champ intérieur des Mets de New York de la Ligue majeure de baseball.

## Carrière
Phillip Evans est choisi par les Mets de New York au 15e tour de sélection du repêchage amateur de 2011. Joueur de champ intérieur, il commence sa carrière professionnelle dans les ligues mineures en 2011 et joue initialement la plupart de ses matchs au poste d'arrêt-court, avant d'être affecté de plus en plus souvent aux positions de joueur de deuxième but et de troisième but.
Il fait ses débuts dans le baseball majeur le 8 septembre 2017 avec les Mets de New York contre Cincinnati. À son second match, le 9 septembre face aux Reds de Cincinnati, il réussit comme premier coup sûr dans les majeures un double aux dépens du lanceur Homer Bailey.